# Richard Courtney
Richard Courtney (Newmarket, 4 de junho de 1927 — Saltspring Island, British Columbia, 16 de agosto de 1997) foi um ator, pesquisador e professor de teatro inglês.
Foi uma dos mais importantes personalidades do teatro para a infância e juventude. Estudou em Culford School e na Universidade de Leeds.

## Livros publicados
português
- Courtney, Richard (2003 2ª ed.- 2ª reimpressão). Jogo, Teatro e Pensamento. SP: Perspectiva.

inglês
- Courtney, Richard (1964). Drama for Youth. London, Sir Isaac Pitman & Sons. ASIN: B0000CM0ZV.
- Courtney, Richard (1968). Play, Drama and Thought. Simon & Pierre. 978-0889242135.
- Courtney, Richard (1966). The School Play. Cassell. B000L5PQS0.
- Courtney, Richard (1967). The Drama Studio. Pitman. OCLC: 229971.
- Courtney, Richard (1981). The Dramatic Curriculum. Heinemann Educational Publishers. 978-0435181819.